# Gare d’Arcachon
Gare d’Arcachon – stacja kolejowa w Arcachon, w departamencie Żyronda, w regionie Nowa Akwitania, we Francji.
Została otwarta w 1857 przez Compagnie des chemins de fer du Midi et du Canal latéral à la Garonne. Obecnie jest stacją Société nationale des chemins de fer français (SNCF), obsługiwaną przez pociągi TER Aquitaine i TGV.

## Położenie
Znajduje się na wysokości 8 m n.p.m., na 57,972 km Lamothe – Arcachon, przed stacją La Teste i jest stacją końcową.

## Linie kolejowe
- Lamothe – Arcachon